# Eucalyptus ancophila
Eucalyptus ancophila (лат.) — дерево, вид рода Эвкалипт (Eucalyptus) семейства Миртовые (Myrtaceae), произрастающее в небольшом районе Нового Южного Уэльса на востоке Австралии. У дерева серая «железная кора», глянцево-зелёные ланцетовидные листья, цветочные бутоны, расположенные в разветвлённом соцветии из семи бутонов от овальной до ромбовидной формы, белые цветки и конические или бочкообразные плоды.

## Ботаническое описание
Eucalyptus ancophila — дерево с грубой серой «железной корой» до 35 м высотой, иногда с гладкой бледно-серой корой на более тонких ветвях. Молодые растения и порослевые отростки имеют четырёхгранные стебли и яйцевидные, позже ланцетовидные листья, которые имеют более бледный оттенок зелёного на нижней стороне. Края зрелых листьев имеют ланцетную форму, 90-200 мм в длину и 18-4,8 мм в ширину и лишь немного светлее с нижней стороны. Цветочные почки собраны в разветвлённое соцветие из семи бутонов. Цветонос длиной 3-14 мм, отдельные цветки расположены на цветоножке длиной 3-6 мм. Бутоны имеют форму от овальной до ромбовидной, 6-7 мм в длину и 3-5 мм в ширину, с клювовидной или конической калиптрой, которая короче и уже чашечки цветка. Цветение зарегистрировано в ноябре, цветки белые. Плод представляет собой конусообразную или бочкообразную капсулу длиной 5-8 мм и шириной 5-7 мм на плодоножке длиной 3-5 мм.

## Таксономия
Вид Eucalyptus ancophila был впервые официально описан в 1990 году Лоренсом Джонсоном и Кеном Хиллом в Telopea на основе экземпляра, собранного недалеко от Кемпси. Видовой эпитет — от древнегреческих слов ankos, означающих «горная долина» или «долина» , и philos, означающих «дорогой» или «друг» , относящихся к среде обитания этого вида.

## Распространение и местообитание
Эндемик Нового Южного Уэльса на востоке Австралии. Растёт растет вдоль ручьёв или на дне долин в районах Кемпси и Беллинген.

## Охранный статус
Международный союз охраны природы классифицирует природоохранный статус вида как «вид для оценки угрозы которым недостаточно данных».